# Ștefan-Iulian Lőrincz
Ștefan-Iulian Lőrincz (n. 7 mai 1991, Brașov, România) este un deputat român, ales în 2020 și 2024 din partea USR. 